# 2 de juny
El 2 de juny és el cent cinquanta-tresè dia de l'any del calendari gregorià i el cent cinquanta-quatrè en els anys de traspàs. Queden 212 dies per a finalitzar l'any.

## Esdeveniments
Països Catalans
- 1442 - Nàpols: Alfons el Magnànim conquereix el regne, després de 6 mesos de setge.
- 1888 - Barcelona: Apareix la publicació anarquista Tierra y Libertad, que dirigeix Federico Urales.[1]
- 1979 - Barcelona: Un atemptat fallit de Terra Lliure es cobra la vida del seu membre Fèlix Goñi i Roura i fereix al militant Quim Pelegrí.[2]

Resta del món
- 455: Els vàndals entren a Roma i perpetren el saqueig de Roma durant dues setmanes. S'emporten riqueses incalculables, espolien joies del Temple de Jerusalem portades a Roma per Titus, i segresten l'emperadriu Eudòxia i les seves filles Eudòxia i Placídia.[3]
- 553 - Constantinoble, actual Istanbul: Finalitza el Segon concili de Constantinoble que començà al 5 de maig. El concili condemna del nestorianisme.
- 1485 - Qasr Bunayra, avui Casarabonela (Màlaga, Andalusia, Espanya): les tropes castellanes ocupen la vila.
- 1835 - Port de Deskarga (País Basc): els carlins guanyen la batalla de Deskarga durant la primera guerra carlina.
- 1858: L'astrònom italià Giovanni Battista Donati descobreix el Cometa Donati.
- 1940 - Estats Units d'Amèrica: es produeix la primera aparició del personatge de còmic The Spirit.
- 1977 - Espanya: El govern deroga la sindicació obligatòria al sindicat vertical franquista.
- 1979 - Varsòvia, Polònia: El papa Joan Pau II hi arriba per visitar el seu país natal, el primer del bloc comunista que visitarà el pontífex.
- 2014 - Espanya: El rei Joan Carles I abdica i deixa el tron al seu fill Felip.

## Naixements
Països Catalans
- 1565 - Solsona: Francesc Ribalta, pintor català influït pel tenebrisme (m. 1628).[4]
- 1928 - Barcelona: Carlos Barral i Agesta, editor, polític i escriptor català en llengua castellana (m. 1989).[5]
- 1941 - Reus: Joaquim Mallafrè i Gavaldà, traductor i lingüista català (m. 2024).[6]
- 1952 - Barcelona: Maria Pau Corominas i Guerin, nedadora catalana, una de les millors de la història.[7]
- 1984 - Barcelona: Erika Villaécija, nedadora d'estil lliure i aigües obertes catalana.[8]

Resta del món
- 1731 - comtat de New Kent, Virginia: Martha Washington, primera Primera dama dels Estats Units (m. 1802).[9]
- 1737 - Crassier, Suïssa: Suzanne Curchod, salonnière i escriptora francosuïssa (m. 1794).[10]
- 1740 - París: Marquès de Sade, aristòcrata, escriptor i filòsof francès (m. 1814).[11]
- 1801 - Montevideo (Banda Oriental): Atanasio Cruz Aguirre, president de l'Uruguai (m. 1875).
- 1839 - Colònia: Anna vom Rath, salonnière alemanya a Berlín (m. 1918).[12]
- 1840 - Stinsford, Dorset, Anglaterra: Thomas Hardy, literat anglès. (m. 1928).[13]
- 1846 - Altenau, Baixa Saxònia: Hermine Hartleben, professora alemanya, biògrafa de Champollion (m.1919).[14]
- 1857 - Roholte, Dinamarca: Karl Adolph Gjellerup, escriptor danès, Premi Nobel de Literatura 1917 (m. 1919).[15]
- 1857 - Broadheath, Worcestershire, Anglaterra: Sir Edward Elgar, compositor anglès. (m. 1934).[16]
- 1863 - Zadar, Dalmàcia, Croàcia: Felix Weingartner, Edler von Münzberg, director d'orquestra austríac i també un compositor neoromàntic, pianista i escriptor (m. 1942).[17]
- 1874 - Ciutat de Luxemburg, Luxemburg: Émile Reuter, primer ministre de Luxemburg (m. 1973).
- 1886 - Ciutat Lerdo, Durango, Mèxic: Hermila Galindo, política, feminista i sufragista mexicana (m. 1954).[18]
- 1899 - Berlín: Lotte Reiniger, pionera directora de cinema d'animació alemanya (m. 1981).[19]
- 1903 - París: Max Aub, escriptor valencià d'origen francoalemany (m. 1972).[20]
- 1904 - Timişoara, Imperi Austrohongarès: Johnny Weissmüller, esportista i actor nord-americà d'origen hongarès (m. 1984).
- 1906 - Venècia (Itàlia): Carlo Scarpa, arquitecte i dissenyador italià (m. 1978).[21]
- 1907 - Boston (EUA): Dorothy West, escriptora nord-americana que va formar part del moviment de renaixement de Harlem (m. 1998).[22]
- 1911 - Hulan, Heilongjiang (Xina): Xiao Hong, escriptora xinesa (m. 1942[23]).
- 1920 - Włocławek, Polònia: Marcel Reich-Ranicki, crític literari alemany, un dels més influents en el camp de la literatura alemanya contemporània (m. 2013).[24]
- 1922 - Catacaos, Piura (Perú): Judith Westphalen, pintora peruana (m. 1976).[25]
- 1923 - Cambridge, Massachusetts (EUA): Lloyd Shapley, economista i matemàtic estatunidenc, Premi Nobel d'Economia de l'any 2012 (m. 2016).[26]
- 1938 - Pamplona (Navarra): Carlos Garaikoetxea Urriza, polític, advocat i economista navarrès d'ideologia nacionalista basca. Primer lehendakari del Govern Basc després de la promulgació de l'Estatut de Guernica.[27]
- 1943 - Leipzig: Blinky Palermo, pintor abstracte alemany. (m. 1977).
- 1951 - Oslo: Marianne Borgen, sociòloga i política noruega, alcaldessa d'Oslo.[28]
- 1959 - Rochester, Nova York: Lydia Lunch, guitarrista, poeta, escriptora, cantant, la figura més destacada del moviment No Wave.[29]
- 1964 - Bad Nauheim, Hessen: Caroline Link, directora i guionista de cinema alemanya.[30]
- 1987 - Estocolm: Darin Zanyar, artista pop suec.
- 1978 - Épinal (França): Nicolas Mathieu, escriptor francès, Premi Goncourt de l'any 2018.[31]
- 1988 - Quilmes, Argentina: Sergio Agüero, jugador de futbol.

## Necrològiques
Països Catalans
- 1906 - Torrejón de Ardoz, Comunitat de Madrid: Mateu Morral Roca, anarquista català, responsable de l'atemptat contra Alfons XIII i Victòria Eugènia (n. 1880).[32]
- 1970 - València: Lucía Sánchez Saornil, poeta ultraista, militant anarquista i feminista; cofundadora de Mujeres Libres i en fou la secretària nacional (n. Madrid, 1895).[33]
- 1973 - Barcelona: Consol Tomàs-Salvany i Claramunt, pintora catalana (n. 1883).[34]
- 1979 - Barcelona: Fèlix Goñi i Roura, militant de Terra Lliure. (n. 1958).
- 1989 - Escaldes-Engordany, Andorra: Josep Viladomat i Massanas, escultor català (n. 1899).
- 2002 - Picassent, l'Horta Sud: José María Cervera Lloret, compositor, director d'orquestra i pedagog de la música valencià (n. 1910).
- 2016 - Argelaguer, la Garrotxa: Josep Pujiula i Vila, el Tarzan d'Argelaguer, torner català (n. 1937).

Resta del món
- 1701 - París: Madeleine de Scudéry, escriptora i literata francesa (n. 1607).[35]
- 1828 - París: Leandro Fernández de Moratín, poeta i dramaturg espanyol. (n. 1760).
- 1882 - Caprera, Sardenya: Giuseppe Garibaldi, guerriller i activista italià (n. 1807).[36]
- 1900 - Gabon: Samori Turé o Samory Touré, va ser un sobirà i un combatent contra la colonització francesa a l'Àfrica de l'oest (n. 1830).[37]
- 1907 - Halle: Anastazy Wilhelm Dreszer, compositor polonès. (n. 1848).
- 1956 - Hollywood, Califòrnia, Estats Units: Jean Hersholt, actor danès que va viure als Estats Units. (n. 1886).
- 1962 - castell de Sissinghurst, Kent: Vita Sackville-West, poeta i novel·lista anglesa (n. 1892).[38]
- 1970 - circuit de Goodwood, Anglaterra: Bruce McLaren, pilot, dissenyador, enginyer de cotxes de carreres i inventor, fundador de l'escuderia McLaren (n. 1937).[39]
- 1983 - Hebron, Kentucky, Estats Units: Stanley Allison "Stan" Rogers, músic i compositor canadenc. (n. 1949).
- 1987 - Madrid: Andrés Segovia, guitarrista espanyol (n. 1893).
- 1996 - Berlín, Alemanya: Pilar Lorengar, soprano espanyola (n. 1926).[40]
- 2000 - Merton, Londres: Gerald Whitrow, matemàtic i cosmòleg anglès (n. 1912).[41]
- 2005 - San Isidro, Buenos Aires: Isabel Aretz, compositora, investigadora, escriptora i etnomusicòloga argentina (n. 1909).[42]
- 2008:
  - Archer (Florida), EUA: Bo Diddley, músic estatunidenc. (n. 1928).
  - Santa Bàrbara (Califòrnia), Estats Units: Mel Ferrer, actor, director de cinema i productor estatunidenc. (n. 1917)
- 2011 - São Paulo (Brasil): Itamar Franco, polític brasiler. Fou President del Brasil entre el 2 d'octubre de 1992 i 1 de gener de 1995 (n. 1930).[43]
- 2018 - Los Angeles, Califòrnia (EUA): Paul Delos Boyer, químic estatunidenc, Premi Nobel de Química de l'any 1997 (n. 1918).[44]

## Festes i commemoracions
- Catifes de flors a les Borges Blanques (Garrigues)
- Festa local a Berga, la Nou, a la comarca del Berguedà, i Sallent a la comarca del Bages.

### Santoral
Església Catòlica
- Sants al Martirologi romà (2011):
  - Marcel·lí i Pere de Roma, màrtirs;
  - Erasme de Formia, bisbe i màrtir;
  - Eugeni I, papa;
  - Màrtirs de Lió i Viena,
  - Potí de Lió,
  - Blandina de Lió;
  - Nicèfor I de Constantinoble, patriarca;
  - Nicolau de Trani, pelegrí;
  - Domènec Ninh, màrtir.
- Beats Sadoc i 48 màrtirs de Sandomierz, dominics;
  - Quatre Sants Màrtirs de Girona;
  - Dictini d'Astorga, bisbe;
  - Joan d'Ortega, prevere.
  - Comici de Catània, màrtir;

Església Copta25 baixans:
Església Ortodoxa (segons el calendari julià)Se celebren els corresponents al 15 de juny del calendari gregorià.
Església Ortodoxa (segons el calendari gregorià) (Corresponen al 20 de maig del calendari julià litúrgic)
Església Episcopal dels Estats Units
- Sants Màrtirs de Lió.